# Club Atlético River Plate 1949
Questa voce raccoglie le informazioni riguardanti il Club Atlético River Plate nelle competizioni ufficiali della stagione 1949.

## Stagione
La squadra di Minella si classifica seconda dietro al Racing Club de Avellaneda, ma riesce ad avere la miglior difesa, con 36 gol al passivo. Giunta a pari punti con il Platense, la formazione gioca uno spareggio per il secondo posto, che vince sia in casa che in trasferta.

## Maglie e sponsor
| Casa | Trasferta |

## Rosa
| N. |                      | Ruolo | Calciatore                |
| -- | -------------------- | ----- | ------------------------- |
|    | Argentina (bandiera) | P     | Amadeo Carrizo            |
|    | Argentina (bandiera) | P     | Mario Mussi               |
|    | Argentina (bandiera) | D     | Santiago Armándola        |
|    | Argentina (bandiera) | D     | Héctor Ferrari            |
|    | Argentina (bandiera) | D     | Santiago Kelly            |
|    | Argentina (bandiera) | D     | Adolfo Montes             |
|    | Argentina (bandiera) | D     | Eduardo Enrique Rodríguez |
|    | Argentina (bandiera) | D     | Lidoro Soria              |
|    | Argentina (bandiera) | D     | Ricardo Vaghi             |
|    | Argentina (bandiera) | D     | Norberto Yácono           |
|    | Argentina (bandiera) | C     | Carlos Castagno           |
|    | Argentina (bandiera) | C     | Arnoldo Gobbo             |
|    | Argentina (bandiera) | C     | Adolfo Monti              |
|    | Argentina (bandiera) | C     | Juan Negri                |
|    | Argentina (bandiera) | C     | José Ramos                |
|    | Argentina (bandiera) | C     | Hugo Reyes                |
|    | Argentina (bandiera) | C     | Néstor Rossi              |

| N. |                      | Ruolo | Calciatore         |
| -- | -------------------- | ----- | ------------------ |
|    | Argentina (bandiera) | C     | Juan Carlos Spada  |
|    | Argentina (bandiera) | C     | Felipe Stemberg    |
|    | Argentina (bandiera) | A     | Hipólito Cardozo   |
|    | Argentina (bandiera) | A     | Rubí Cerioni       |
|    | Argentina (bandiera) | A     | Óscar Coll         |
|    | Argentina (bandiera) | A     | Roberto Coll       |
|    | Argentina (bandiera) | A     | Ángel De Cicco     |
|    | Argentina (bandiera) | A     | Alfredo di Stéfano |
|    | Argentina (bandiera) | A     | Emilio Fizel       |
|    | Argentina (bandiera) | A     | Ángel Labruna      |
|    | Argentina (bandiera) | A     | Félix Loustau      |
|    | Argentina (bandiera) | A     | Raúl Martínez      |
|    | Argentina (bandiera) | A     | Ramón Moyano       |
|    | Argentina (bandiera) | A     | Juan Carlos Muñoz  |
|    | Argentina (bandiera) | A     | Juan Antonio Pérez |
|    | Argentina (bandiera) | A     | Eliseo Prado       |

## Statistiche

### Statistiche di squadra
| Competizione | Punti | Totale | Totale | Totale | Totale | Totale | Totale | DR  |
| Competizione | Punti | G      | V      | N      | P      | Gf     | Gs     | DR  |
| ------------ | ----- | ------ | ------ | ------ | ------ | ------ | ------ | --- |
| PD           | 43    | 34     | 18     | 7      | 9      | 71     | 36     | +35 |
| Totale       | -     |        |        |        |        |        |        | -   |